# غوردون رامزي

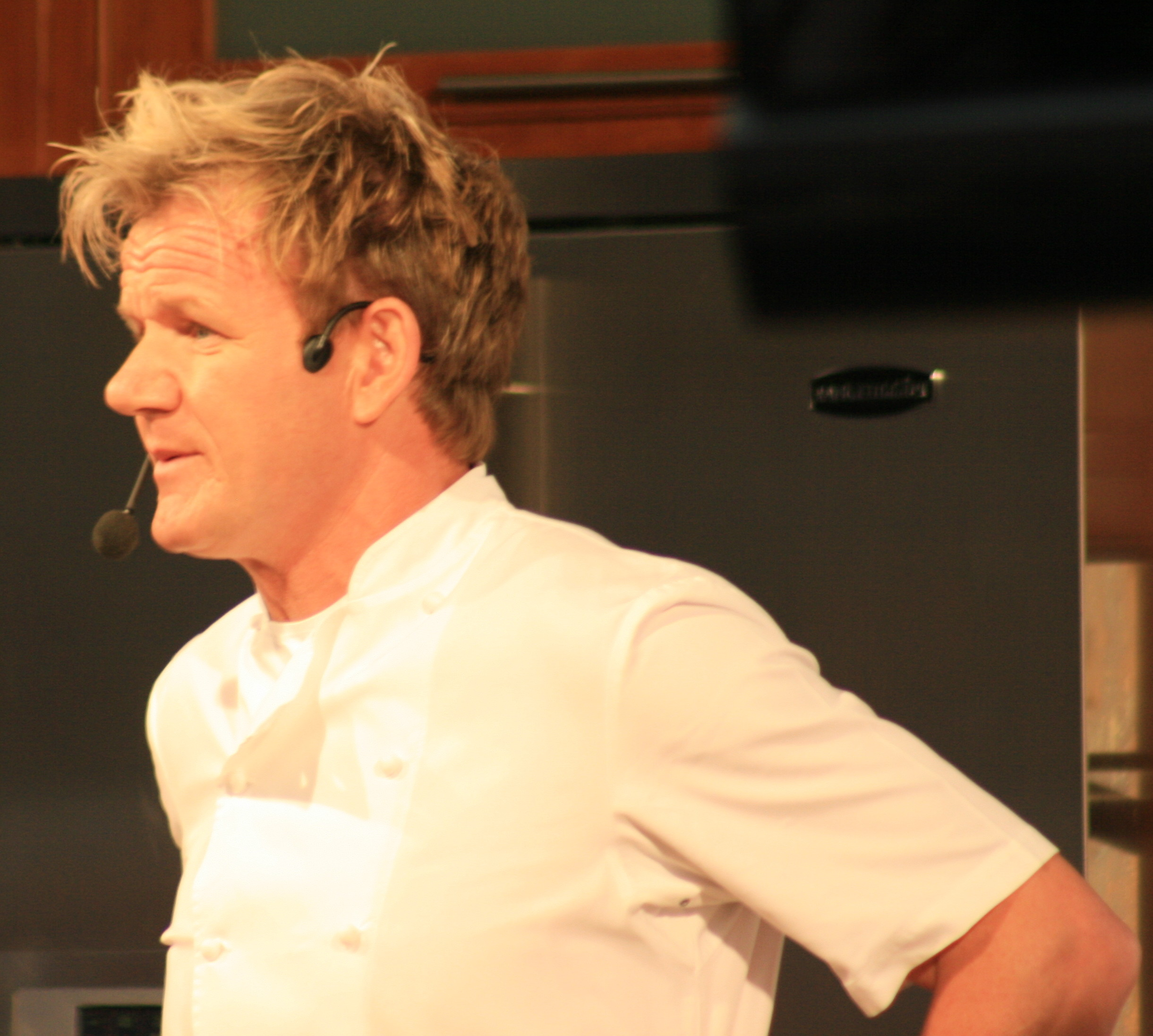

غوردون رامزي (بالإنجليزية: Gordon Ramsay) /ˈræm.ziː/، هو طاهي وصاحب مطعم اسكتلندي بريطاني. منحت مطاعمه (مطاعم جوردون رامزى) والتى تم انشاؤها منذ عام 1997 17 نجمة من نجوم ميشلان وقد سُحِبت 9 وحافظ على 8 نجمات حتى الان. حصل مطعمه الذي يحمل بصمته الشخصية في تشيلسي بلندن على ثلاث نجوم ميشلان وقد بقي محافظًا عليها منذ عام 2001. بعد ظهوره في مسلسل Boiling Point عام 1999, اصبح واحدا من اشهر الطهاة حول العالم. عرف غوردون بتقديمه لبرنامج تلفزيوني يجري فيه مسابقات بين متسابقين في عالم الطهي.

## حياته
ولد رامزي في 8 نوفمبر 1966، في جونستون، رينفروشاير، اسكتلندا. ومنذ أن أصبح في الخامسة من عمره نشأ رامزي في ستراتفورد أبون آفون، في وارويكشاير، بإنجلترا. ترتيب رامزي الثاني بين أربعة أخوة. لديه شقيقة أكبر سنا تدعى ديان؛ وشقيق أصغر يدعى روني؛ وأخته الصغرى تدعى إيفون. الأب رامزي أسمه غوردون جيمس سينيور (توفي عام 1997)، وقد عمل بوظائف مختلفة من مدير حمام سباحة للحام، إلى صاحب متجر. أخته ايفون وأمهم هيلين (الأسم قبل الزواج: كوسجروف)  كانت ممرضة.
- في يناير 2024، حل رامزي بالمملكة المغربية لتعلم وصفة تحضير أكلة البسطيلة المغربية و خاصة البسطيلة الفاسية.[11]

## روابط خارجية
- غوردون رامزي على موقع IMDb (الإنجليزية)
- غوردون رامزي على موقع ميتاكريتيك (الإنجليزية)
- غوردون رامزي على موقع الموسوعة البريطانية (الإنجليزية)
- غوردون رامزي على موقع إن إن دي بي (الإنجليزية)
- غوردون رامزي على موقع قاعدة بيانات الفيلم (الإنجليزية)